# Liglet
Liglet est une commune du Centre-Ouest de la France, située dans le département de la Vienne en région Nouvelle-Aquitaine.

## Géographie
Les habitants de Liglet se nomment les Liglétiens et les Liglétiennes.

### Localisation
Liglet est une petite commune française, située dans le département de la Vienne et la région Nouvelle-Aquitaine. Le territoire communal est arrosé par la rivière Benaize.
La commune est proche du parc naturel régional de la Brenne.

### Communes limitrophes
| Béthines | Saint-Hilaire-sur-Benaize (Indre) | Mauvières (Indre) (en un point) |
| Journet  | Liglet                            | Bélâbre (Indre)                 |
|          | La Trimouille Thollet             | Lignac (Indre)                  |

### Géologie et relief
La région de Liglet présente un paysage de plaines vallonnées plus ou moins boisées, de vallées et de bocage.
Le paysage de bocage dans le département de la Vienne se caractérise par des champs cultivés ou des prés  enclos par des haies avec des alignements plus ou moins continus d'arbres et arbustes. Ces haies si caractéristiques contribuent à une meilleure qualité des eaux, permettent son infiltration et protègent ainsi contre l'érosion des sols. Elles constituent des zones de refuge pour la biodiversité. Elles ont, aussi, un rôle de régulation climatique et de nombreux intérêts agronomiques (brise vent, protection du bétail...). Toutefois, avec la modification des pratiques agricoles (intensification et simplification des cultures, utilisation massive d'herbicides, mécanisation) et les remembrements fonciers à partir des années 1950, elles ont laissé la place à un espace plus ouvert et sont menacées de nos jours. Ainsi, au niveau de la région Poitou-Charentes, ce sont plusieurs milliers de kilomètres de haies et d'arbres isolés qui ont disparu. On estime que 35 000 km de haies ont été supprimées depuis les années 1960, soit 36 % de perte en moyenne
Le terroir se compose :
- pour 10 % par des groies profondes ou superficielles dans les plaines calcaires. Les groies sont des terres du sud-ouest de la France, argilo-calcaires, peu profondes  - en général de moins de 50 cm d’épaisseur – et  plus ou moins riches en cailloux. Elles sont fertiles et saines et donc, propices à la polyculture céréalière.
- pour 2 % de bornais (ce sont des sols brun clair sur limons, profonds et humides, à tendance siliceuse) sur les plateaux du seuil du Poitou,
- pour 83 % de brandes sur les plateaux du seuil du Poitou,
- pour 5 % par des vallées étroites et encaissées et des terrasses alluviales.

La lande est, ici, de type atlantique: elle est souvent dominée par la bruyère arborescente et l’Ajonc d’Europe qui constituent un couvert difficilement pénétrable pouvant atteindre 3 m de hauteur. Dans ce cas, la lande prend le nom régional de « brandes ». C’est un espace issu de la dégradation et de l’exploitation intensive de la forêt originelle. La lande couvrait jusqu’à la fin du XIXe siècle plusieurs dizaines de milliers d’hectares (90 000 hectares pour le département de la Vienne vers 1877). Cette terre a été largement mise en culture à la suite de défrichements ou boisée avec du pin maritime. Il s’agit maintenant d’espaces marginaux et menacés car considérés comme « improductifs ». Pourtant, la lande joue un rôle majeur pour une biodiversité qui s’est adaptée et a survécu en leur sein et il s’agit également d’un espace refuge pour de nombreuses espèces de mammifères.
En 2006, 86,8 % % de la superficie de la commune était occupée par l'agriculture et 13,2 % par des forêts et des milieux semi-naturels. La présence de milieux naturels et semi-naturels riches et diversifiés sur le territoire communal permet d’offrir des conditions favorables à l’accueil de nombreuses espèces pour l'accomplissement de leur cycle vital (reproduction, alimentation, déplacement, refuge). Forêts, landes, prairies et pelouses, cours d’eau et zones humides … constituent ainsi des cœurs de biodiversité et/ou de véritables corridors biologiques.

### Hydrographie
La commune est traversée par 15,3 km de cours d'eau dont les principaux sont la Benaize sur une longueur de 8 km et la Corcheron sur une longueur de 7,3 km.

### Climat
Pour des articles plus généraux, voir Climat de la Nouvelle-Aquitaine et Climat de la Vienne.
Historiquement, la commune est exposée à un climat océanique du nord-ouest.  
En 2020, Météo-France publie une typologie des climats de la France métropolitaine dans laquelle la commune est exposée à un climat océanique altéré et est dans la région climatique  Poitou-Charentes, caractérisée par un bon ensoleillement, particulièrement en été et des vents modérés.
Pour la période 1971-2000, la température annuelle moyenne est de 11,6 °C, avec une amplitude thermique annuelle de 15,3 °C. Le cumul annuel moyen de précipitations est de 783 mm, avec 11,6 jours de précipitations en janvier et 6,9 jours en juillet. Pour la période 1991-2020, la température moyenne annuelle observée sur la station météorologique la plus proche, située sur la commune du Blanc à 14 km à vol d'oiseau, est de 12,9 °C et le cumul annuel moyen de précipitations est de 776,4 mm,. Pour l'avenir, les paramètres climatiques de la commune estimés pour 2050 selon différents scénarios d’émission de gaz à effet de serre sont consultables sur un site dédié publié par Météo-France en novembre 2022.

### Voies de communication et transports
Les gares ferroviaires les plus proches de Liglet sont
- la gare de Montmorillon à 19,2 km ;
- La gare de Lathus à 21,1 km.

L'aéroport le plus proche est l'aéroport de Poitiers-Biard situé à 60 km.

## Urbanisme

### Typologie
Au 1er janvier 2024, Liglet est catégorisée commune rurale à habitat très dispersé, selon la nouvelle grille communale de densité à sept niveaux définie par l'Insee en 2022.
Elle est située hors unité urbaine et hors attraction des villes,.

### Occupation des sols
L'occupation des sols de la commune, telle qu'elle ressort de la base de données européenne d’occupation biophysique des sols Corine Land Cover (CLC), est marquée par l'importance des territoires agricoles (83,4 % en 2018), en diminution par rapport à 1990 (86,8 %). La répartition détaillée en 2018 est la suivante : 
terres arables (46,8 %), prairies (19,4 %), zones agricoles hétérogènes (17,2 %), forêts (12,9 %), milieux à végétation arbustive et/ou herbacée (3,7 %). L'évolution de l’occupation des sols de la commune et de ses infrastructures peut être observée sur les différentes représentations cartographiques du territoire : la carte de Cassini (XVIIIe siècle), la carte d'état-major (1820-1866) et les cartes ou photos aériennes de l'IGN pour la période actuelle (1950 à aujourd'hui).

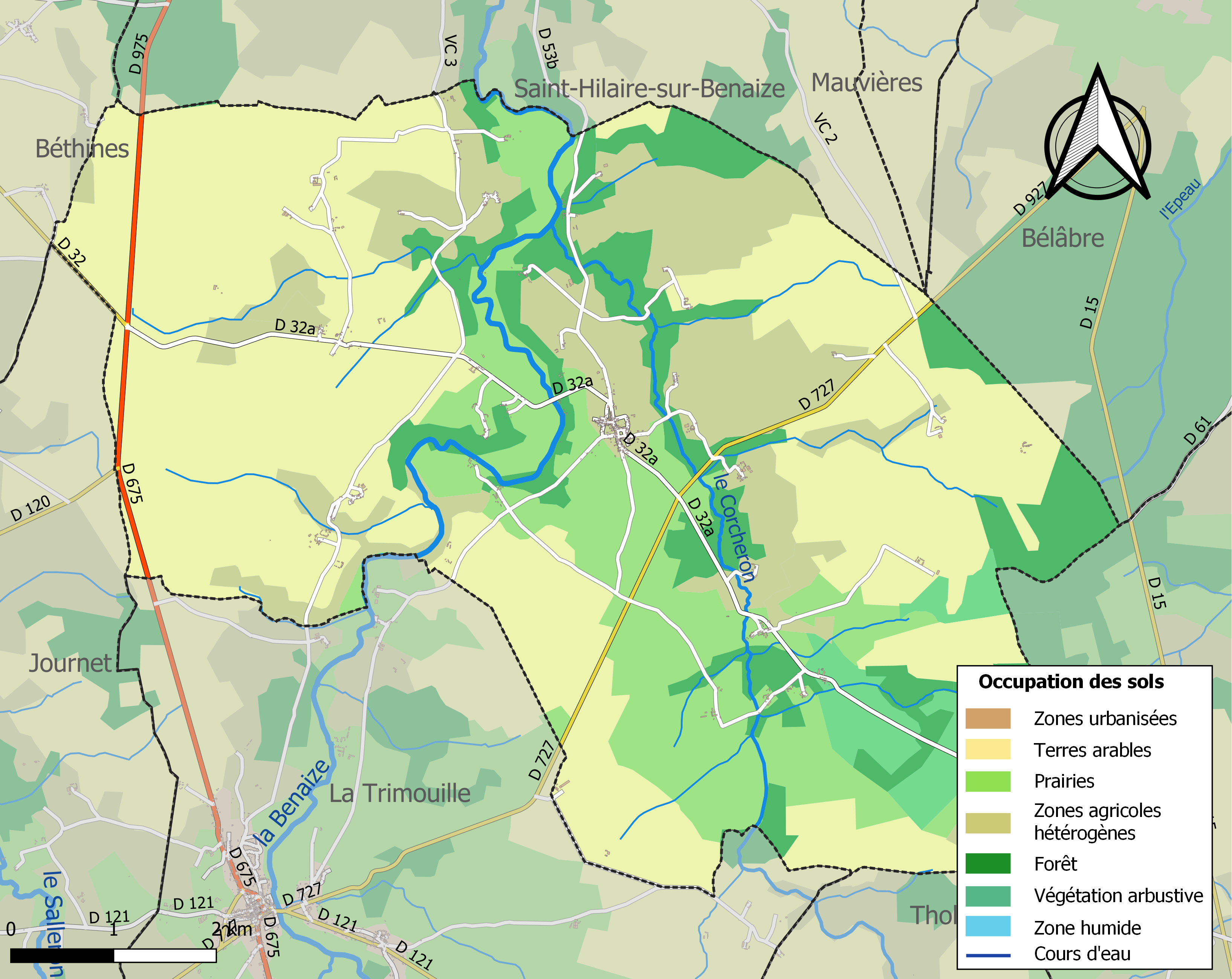
Carte des infrastructures et de l'occupation des sols de la commune en 2018 (CLC).

### Risques majeurs
Le territoire de la commune de Liglet est vulnérable à différents aléas naturels : météorologiques (tempête, orage, neige, grand froid, canicule ou sécheresse), mouvements de terrains et séisme (sismicité faible). Il est également exposé à un risque technologique,  le transport de matières dangereuses. Un site publié par le BRGM permet d'évaluer simplement et rapidement les risques d'un bien localisé soit par son adresse soit par le numéro de sa parcelle.

#### Risques naturels

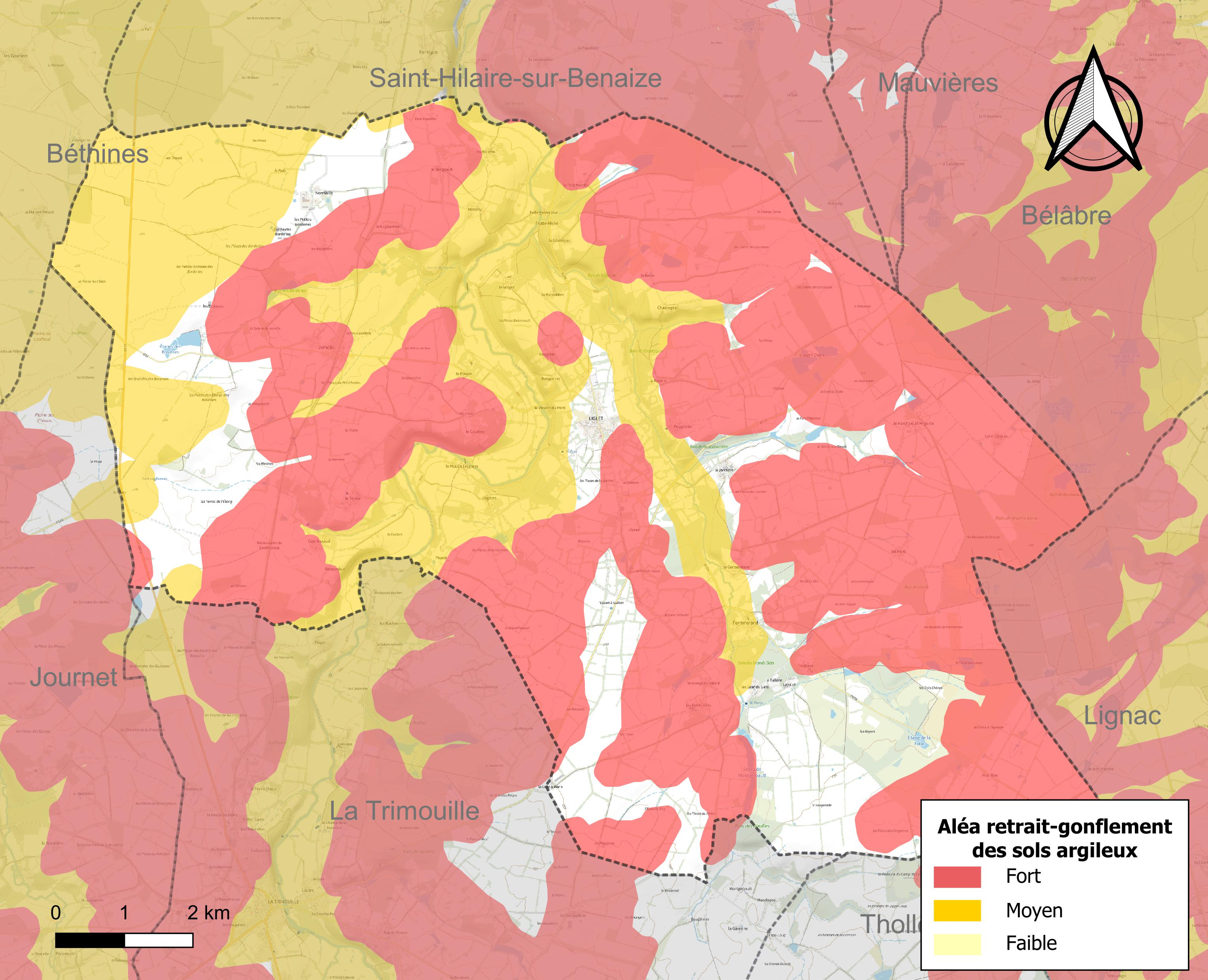
Carte des zones d'aléa retrait-gonflement des sols argileux de Liglet.

Les mouvements de terrains susceptibles de se produire sur la commune sont des affaissements et effondrements liés aux cavités souterraines (hors mines) et des tassements différentiels. Afin de mieux appréhender le risque d’affaissement de terrain, un inventaire national permet de localiser les éventuelles cavités souterraines sur la commune. Le retrait-gonflement des sols argileux est susceptible d'engendrer des dommages importants aux bâtiments en cas d’alternance de périodes de sécheresse et de pluie. 82,7 % de la superficie communale est en aléa moyen ou fort (79,5 % au niveau départemental et 48,5 % au niveau national). Depuis le 1er octobre 2020, en application de la loi ÉLAN, différentes contraintes s'imposent aux vendeurs, maîtres d'ouvrages ou constructeurs de biens situés dans une zone classée en aléa moyen ou fort,.
La commune a été reconnue en état de catastrophe naturelle au titre des dommages causés par les inondations et coulées de boue survenues en 1982, 1999, 2009 et 2010, par la sécheresse en 1989, 1994, 2011, 2016, 2017, 2018 et 2019 et par des mouvements de terrain en 1999 et 2010.

## Toponymie
Le nom du village proviendrait de l’anthroponyme gallo-romain Lilacus ou Lillus avec le suffixe latin de propriété -acum devenu -ec puis -et et signifiant  domaine de.

## Histoire
Une pendeloque trouvée sur le territoire de la commune laisse supposer une occupation très précoce du site de Liglet. Une sculpture gauloise dite "au maillet", les traces d’une villa gallo-romaine, le recensement de 40 ferriers et un puits celtique attestent l’existence d’une communauté déjà active à l’époque antique.
Le bourg de Liglet, dénommé Lilec en 1093, se forme autour de son église placée sous le vocable et le patronage de saint Hilaire et de sainte Marguerite.
Au XIe siècle, le bourg se forme autour de son église. Une maison forte située à proximité de l'église, rappelle que la localité est située aux confins du Poitou anglais et du Berry français pendant la guerre de Cent Ans. Elle appartenait aux seigneurs de Bélâbre et permettait, grâce à son système défensif, de protéger la population qui se réfugiait juste à côté, dans l'église. Le long de la Benaize s’échelonnent des châteaux et des demeures privées, anciens fiefs défensifs de cette région frontalière, tels Courtevrault, Peucot et, à Liglet même, le fief de la Tour et celui du Corcheron. Les prieurés se fortifient, aussi, comme celui de Fontmoron.
Au cours des siècles, le sous-sol a été à l'origine des activités humaines dont il reste des traces: marnières, tuileries, fours à chaux et surtout extraction du fer.
La gare de Liglet est ouverte le 12 août 1888. par la Compagnie du chemin de fer de Paris à Orléans (PO) (elle est fermée aux voyageurs en 1933)
En 1919, pour célébrer la victoire de la République et du droit des peuples lors de la Première Guerre mondiale, un arbre de la Victoire est planté. En 1946, pour fêter la Libération et le retour de la République, un arbre de la liberté est planté (un acacia). Enfin, l’arbre de 1919 est remplacé en 1968.

## Politique et administration

### Inercommunalité
Depuis 2015, Liglet est dans le canton de Montmorillon (no 12) du département Vienne. Avant la réforme des départements, Liglet était dans le canton no 26 de La Trimouille dans la 3e circonscription.

### Liste des maires
| Période   | Période  | Identité                            | Étiquette | Qualité          |
| --------- | -------- | ----------------------------------- | --------- | ---------------- |
| 1944      | 1945     | Christian Guillemin de Monplanet    |           | nommé par le CLL |
| 1945      | 1959     | Auguste Got                         |           |                  |
| 1959      | 1977     | Henri de Tissier                    |           |                  |
| 1977      | 1995     | Jean-Jacques Arbellot de Rouffignac | DVD       |                  |
| mars 2001 | 2014     | Jacqueline Désert                   |           |                  |
| 2014      | En cours | Gérard Argenton                     |           |                  |

### Instances judiciaires et administratives
La commune relève du tribunal d'instance de Poitiers, du tribunal de grande instance de Poitiers, de la cour d'appel  de Poitiers, du tribunal pour enfants de Poitiers, du conseil de prud'hommes de Poitiers, du tribunal de commerce de Poitiers, du tribunal administratif de Poitiers et de la cour administrative d'appel  de  Bordeaux, du tribunal des pensions de Poitiers, du tribunal des affaires de la Sécurité sociale de la Vienne, de la cour d’assises de la Vienne.

### Services publics
Les réformes successives de La Poste ont conduit à la fermeture de nombreux bureaux de poste ou à leur transformation en simple relais. Toutefois, la commune a pu maintenir le sien.

### Politique environnementale

#### Gestion de l’eau et assainissement
La directive-cadre sur l'eau (D.C.E.) adoptée par l’Europe en 2000 impose l’atteinte d’un bon état des eaux en 2015. Afin de respecter ces objectifs, des états des lieux ont été réalisés, des enjeux identifiés, puis des programmes de reconquête ont été élaborés, avec la définition de politiques à conduire et d’actions à mener, pour la période 2010-2015. Ces actions sont définies par unité hydrographiques de référence (U.H.R.), c'est-à-dire par territoire ayant une cohérence hydrographique (bassin versant), de l’habitat et des organismes qui y vivent, hydrogéologique et socio-économique. La commune appartient ainsi à l'U.H.R Gartempe.
Les eaux usées de la commune sont traitées dans une station d'épuration située sur le territoire de la commune..
Le syndicat mixte du Pays Montmorillonnais est chargé la gestion de l'eau.

## Démographie
L'évolution du nombre d'habitants est connue à travers les recensements de la population effectués dans la commune depuis 1793. Pour les communes de moins de 10 000 habitants, une enquête de recensement portant sur toute la population est réalisée tous les cinq ans, les populations de référence des années intermédiaires étant quant à elles estimées par interpolation ou extrapolation. Pour la commune, le premier recensement exhaustif entrant dans le cadre du nouveau dispositif a été réalisé en 2007.

En 2022, la commune comptait 301 habitants, en évolution de −4,75 % par rapport à 2016 (Vienne : +0,6 %, France hors Mayotte : +2,11 %).
| 1793 | 1800 | 1806 | 1821 | 1831  | 1836  | 1841  | 1846  | 1851  |
| ---- | ---- | ---- | ---- | ----- | ----- | ----- | ----- | ----- |
| 961  | 732  | 811  | 816  | 1 119 | 1 202 | 1 115 | 1 191 | 1 193 |

| 1856  | 1861  | 1866  | 1872  | 1876  | 1881  | 1886  | 1891  | 1896  |
| ----- | ----- | ----- | ----- | ----- | ----- | ----- | ----- | ----- |
| 1 199 | 1 196 | 1 156 | 1 203 | 1 210 | 1 209 | 1 244 | 1 201 | 1 161 |

| 1901  | 1906  | 1911  | 1921  | 1926 | 1931 | 1936 | 1946 | 1954 |
| ----- | ----- | ----- | ----- | ---- | ---- | ---- | ---- | ---- |
| 1 141 | 1 145 | 1 139 | 1 032 | 978  | 950  | 909  | 791  | 764  |

| 1962 | 1968 | 1975 | 1982 | 1990 | 1999 | 2006 | 2007 | 2012 |
| ---- | ---- | ---- | ---- | ---- | ---- | ---- | ---- | ---- |
| 618  | 562  | 468  | 424  | 359  | 348  | 304  | 297  | 318  |

| 2017 | 2022 | - | - | - | - | - | - | - |
| ---- | ---- | - | - | - | - | - | - | - |
| 312  | 301  | - | - | - | - | - | - | - |

En 2008, selon l’Insee, la densité de population de la commune était de 49 hab./km2 contre 61 hab./km2 pour le département, 68 hab./km2 pour la région Poitou-Charentes et 115 hab./km2 pour la France.
La diminution de 13 % de la population de la commune de 1999 à 2006 s’intègre dans une évolution générale à l’ensemble des communes rurales du département de la Vienne. Les zones rurales perdent de leurs habitants au profit d’une vaste région circonscrite autour des deux grandes métropoles du département : Poitiers et Châtellerault, et plus particulièrement au profit des cantons limitrophes de la préfecture.
La répartition par sexe de la population est la suivante :
- en 1999 : 50,4 % d'hommes et 49,6 % de femmes.
- en 2007 : 50,8 % d'hommes et 49,2 % de femmes.
- en 2010 : 53,5 % d'hommes pour 46,5 % de femmes.

En 2007, selon l'Insee :
- Le nombre de célibataires était de : 29,5 % dans la population de Liglet,
- Les couples mariés représentaient 50,4 % de la population, les divorcés 5,2 %,
- Le nombre de veuves et veufs était de 14,9 %.

## Économie

### Agriculture
Les activités liées aux ressources du sous sol, marnières, tuileries, fours à chaux, et surtout extraction du minerai de fer, ont occupé une large place dans l’économie de la commune et sont à l’origine de la construction d'un pont, demandé en 1861.
Selon la direction régionale de l'Alimentation, de l'Agriculture et de la Forêt de Poitou-Charentes, il n'y a plus que 26 exploitations agricoles en 2010 contre 27 en 2000.
Les surfaces agricoles utilisées ont augmenté de 18 % et sont passées de 2 506 hectares en 2000 à 2 960 hectares en 2010. 22 % sont destinées à la culture des céréales (blé tendre essentiellement mais aussi orges et maïs), 12 % pour les oléagineux (colza et tournesol), 33 % pour le fourrage et 27 % reste en herbes. En 2000, 2 hectares (0 en 2010) étaient consacrés à la vigne.
14 exploitations en 2010 (contre 15 en 2000) abritent un élevage de bovins (2 131 têtes en 2010 contre 1 323 têtes en 2000). 11 exploitations en 2010 (contre 16 en 2000) abritent un élevage important d'ovins (5 147 têtes en 2010 contre 5 774 têtes en 2000). L'élevage de volailles a connu une baisse : 350 têtes en 2000 répartis sur 12 fermes contre 296 têtes en 2010 répartis sur 8 fermes.
L'élevage de chèvres a disparu en 2010 (347 têtes sur 3 fermes en 2000). Cette disparition est révélatrice de l’évolution qu’a connue, en région Poitou- Charente, cet élevage au cours des deux  dernières décennies: division par trois du nombre d’exploitations, augmentation des effectifs moyens par élevage (38 chèvres en 1988, 115 en 2000), division par 10 des chèvreries de  10 à 50 chèvres qui représentaient 50 % des troupeaux en 1988, et multiplication par 6 des élevages de plus de 200 chèvres qui regroupent, en 2000, 45 % du cheptel. Cette évolution des structures de production caprine a principalement pour origine la crise de surproduction laitière de 1990-1991 qui, en parallèle des mesures incitatives, a favorisé des départs d’éleveurs en préretraite et encouragé l’adaptation structurelle des élevages restant.
Il existe un élevage de lapins.
La transformation de la production agricole est de qualité et permet aux exploitants d’avoir droit, sous conditions, aux appellations et labels suivants :
- Beurre Charente-Poitou (AOC)
- Beurre des Charente (AOC)
- Beurre des Deux-Sèvres (AOC)
- Veau du Limousin (IGP)
- Agneau du Poitou-Charentes (IGP)
- Agneau du Limousin (IGP)
- Volaille du Berry (IGP)
- Porc du Limousin (IGP)
- Jambon de Bayonne (IGP)

### Commerces
En 2012, un seul type de commerce est ouvert sur la commune de Liglet : une boulangerie.

### Activité et emploi
Le taux d'activité était de 63,8 % en 2007 et 54,7 % en 1999.
Les retraités et les pré-retraités représentaient 36,4 % de la population en 2007 et 35,2 % en 1999.
Le taux de chômage était de :
- en 1999 : 21,2 %.
- en 2007 : 12,7 %
- en 2011 : 13,4 %

## Culture locale et patrimoine

### Lieux et monuments
- L'église Saint-Hilaire et Sainte-Marguerite date des XIe, XIIIe, XVe et XIXe siècles. Elle est inscrite à l'Inventaire général du patrimoine culturel[33]. Elle est construite en moellon enduit. Le chevet est plat. Sa nef remonte au XIe siècle. Le clocher-porche est orné de corniches à modillons et est plus tardif. Une chapelle seigneuriale a été construite en 1223 par G. Bourde, seigneur de Courtevrault, à son retour de croisades. Le bénitier, l'un des plus anciens du département de la Vienne, date du XIe siècle. Son décor sculpté comporte une croix, des losanges et des damiers. Le tabernacle en bois date du XVIIIe siècle. La porte du tabernacle est ornée d'un triangle équilatéral d'où partent des rayons lumineux. Ce signe est le premier symbole trinitaire connu, mais il est surtout représenté aux XVIIe et XVIIIe siècles. Le chevet plat de l'église est percé d'une seule baie. Le vitrail est consacré aux deux saints patrons de l'église. Il date de 1879 et est dû au maître verrier P.E. Guérithault.
- Le prieuré Sainte-Marguerite de Marcilly. Il date du XIe siècle. Il dépendait de l'abbaye de Saint-Savin-sur-Gartempe . La chapelle est romane mais son chœur, en ruine, est de style gothique.
- La fosse à boire de 2 m de diamètre date du XIXe siècle. La commune a un sol très calcaire qui ne garde pas l'eau. Chaque lieu d'habitation est donc équipé d'un puits ou de fosse à boire. La fosse à boire est creusée en entonnoir et entourée d'un petit muret de pierres sèches. Le fond est recouvert d'argile blanche permettant de retenir l'eau de ruissellement. Des marches en pierre permettent de puiser l'eau plus facilement. Cette eau, après avoir été bouillie, servait à la consommation courante et même pour confectionner les biberons.
- Les 40 ferriers : les ferriers sont des sites où l'homme de l'Antiquité pratiquait la réduction du minerai de fer dans un bas fourneau et dont, il ne subsiste aujourd'hui que des résidus formant de vastes traces rouges et noirs. Ce sont ces plaques qui sont visibles dans les champs par photos aériennes. La découverte d'un mobilier résiduel (tégulac, tessons, céramique, morceaux de paroi ou sol de four) ainsi que l'étude des résidus: laitiers et scories ont permis la datation de ces implantations humaines soit l'époque gallo-romaine.
- Le prieuré Saint-Antoine de Fontmoron date du XIIe siècle. Il a été fondé par Pierre de l'Étoile, fondateur de l'abbaye de Fontgombaud. Le prieuré a été construit près d'une source : Font-de-Moron qui est située en contrebas du logis et qui a donné son nom au prieuré. Les moines, aidés de laïcs, défrichèrent la brande et exploitèrent les terres. Afin de les drainer et de les assainir, ils aménagèrent des étangs et développèrent la pisciculture. Ils installèrent des moulins sur l'un des étangs. Le logis du prieur a été fortifié par la construction de deux tours au XVe siècle pour protéger le prieuré de l'attaque des Routiers. Le prieuré, lors de la Révolution, fut vendu comme bien national. Entre 1850 et 1890, il appartient à Émile Colin, gentilhomme cultivé, voltairien, qui y accueillit George Sand. La chapelle du prieuré est dédiée à saint Antoine du Désert.
- La maison forte de la Tour. Elle fut construite en 1434. Elle appartient aux seigneurs de Bélâbre. Elle complète la fortification de l’église. En effet, lors des attaques, la population villageoise se réfugiait dans l’église et les soldats dans la maison forte située 2 m avant. Une porte, dont il reste la trace, permet de faire communiquer les deux édifices. La maison forte a des murs épais et des angles arrondis qui lui permettent de mieux résister aux projectiles. La salle basse est dotée de trois archères canonnières. La partie supérieure, une ouverture rectangulaire, permettait la visée, la bouche du canon crachant à partir de l’ouverture inférieure sur les attaquants.
- Le pierris en langue d’oc ou le pierrat en langue d’oil est un gué permettant la traversée de la Bénaize. Il est constitué de 23 grosses pierres rondes et ovales. Ce type de gué qui est aménagé pour les piétons uniquement, est fréquent dans la région et datent du Moyen Âge. On en trouve à Brigueil-le-Chantre ou au Thollet. Ces gués étaient souvent protégés par une place forte ou par un prieuré. Les contrebandiers, et plus particulièrement les faux sauniers, les utilisaient, sous l'Ancien Régime, pour aller du Poitou en Champagne berrichonne.

### Patrimoine naturel
- La commune abrite deux zones naturelles d'intérêt écologique, faunistique et floristique (ZNIEFF)[34] qui couvrent 1 % de son territoire : la vallée du Corchon et la vallée du Salleron.
- Un espace naturel de la commune bénéficie de protections issues d'engagements internationaux relevant de la directive habitats-faune-flore[35]. Cet espace représente 1 % de la surface communale et il s'agit de vallée du Corchon.
- Selon l'Inventaire des arbres remarquables de Poitou-Charentes[36], il y a un arbre remarquable sur la commune qui est un Robinier à fleurs roses situé sur la place du village.

#### La vallée du Corchon
La vallée du Corchon est un site classé zone naturelle d'intérêt écologique, faunistique et floristique (ZNIEFF). Il comprend l’ensemble du réseau hydrographique du Corchon qui est  un petit affluent de la Benaize. Il s’agit d’une petite rivière de région bocagère, aux eaux d’excellente qualité, à fond de sédiments fins (sables et limons), alimentée par de nombreux petits ruisseaux  qui prennent leur source au sein des prairies et des landes couvrant les coteaux riverains.
L’intérêt biologique du site qui justifie son classement et sa protection  réside dans la présence importante de la Lamproie de Planer qui est un poisson menacé de disparition  dans toute l’Europe. La Lamproie de Planer exige des eaux de très bonne qualité et des sédiments à granulométrie moyenne à grossière pour vivre et se reproduire. De nos jours, les principales menaces sur cet environnement fragile sont : un ralentissement anormal du courant  qui modifierait  le tri mécanique des sédiments, ou une pollution chimique (toxiques, métaux lourds) ou organique (eutrophisation par surcharge des eaux en nutriments provoquant une pullulation d’algues et une réduction de l’oxygène dissous). La création d’étangs destinés à la pêche le long du cours du Corchon constitue un risque important du aux vidanges des étangs qui pourraient transférer des maladies aux lamproies, qui réchaufferait l’eau de la rivière et qui pourrait introduire des espèces piscicoles exotiques. De même, la transformation des prairies naturelles du bassin versant en cultures céréalières intensives pourrait avoir d’importantes répercussions sur la balance trophique et sédimentaire des eaux (apport d’engrais et de produits phytosanitaires), voire, en cas d’irrigation, sur les débits en période d’étiage.

#### La vallée du Salleron
La vallée du Salleron est un site classé zone naturelle d'intérêt écologique, faunistique et floristique (ZNIEFF). Le site intègre une grande partie du cours de la rivière qui est  un affluent de l’Anglin ainsi que ses affluents. Le Salleron est une petite rivière d’eaux vives avec une forte dénivellation depuis ses sources jusqu’à la confluence avec l’Anglin. Ses eaux sont de bonne qualité et bien oxygénées. Son lit est riche en sédiments grossiers (sables et graviers). Son bassin versant est à dominante forestière et bocagère et il est encore peu touché par l’intensification agricole.
Comme pour la vallée du Corchon, l’intérêt biologique du site qui justifie son classement et sa protection, réside dans la présence importante de la Lamproie de Planer qui est un poisson menacé de disparition  dans toute l’Europe. Les menaces qui pèsent sur son environnement sont les mêmes que pour la vallée du Corchon.
La présence d’une petite population de Cistude d'Europe, une espèce de tortue, est un autre facteur important justifiant la protection du site. Cette tortue aquatique connaît en effet un déclin alarmant dans toute l’Europe de l’Ouest, victime de la disparition des zones humides ou de leur fragmentation, de la dégradation de la qualité des eaux et de l’introduction d’espèces exotiques telles que la tortue de Floride, les écrevisses américaines, ou les ragondins.

### Personnalités liées à la commune
- Lorène Devienne, auteur-compositeur-interprète, née à Liglet en 1981.
- Bernard Violet, journaliste et écrivain, spécialisé dans les biographies est né à Liglet[37].

### Héraldique
| Blason de Liglet | Blason  | Parti de gueules à une crosse d'or posée en bande, une mitre du même brochant ; et d'argent à un dragon de sinople armé et enflammé de gueules ; le tout sommé d'un chef d'azur chargé d'une tour d'argent maçonnée de sable et accostée de deux roues de moulin d'or. Devise« Prudence, Force, Tempérance, Justice » |
| Blason de Liglet | Détails | Les roues rappellent les nombreux moulins sur la Benaize et le Corcheron. La crosse et la mitre sont les attributs de saint Hilaire, le dragon sainte Marguerite. Le statut officiel du blason reste à déterminer. |

### Articles de Wikipédia
- Communes de la Vienne
- Anciennes communes de la Vienne

## Sources